# 山中カメラ
山中 カメラ（やまなか カメラ、本名・山中 篤、1978年 - ）は、「特殊写真家」、「現代音頭作曲家」を自称する日本のアーティスト、パフォーマー。

## 経歴
山口県田布施町生まれ。山口芸術短期大学専攻科を修了し、「特殊写真家」を自称して、カメラを使うパフォーマンスを始め、写真、映像、歌を融合した表現を「カメラショー」として展開した。

### 年譜
- 2004年、村上隆が主催する現代美術の祭典「GEISAI 6」で銀賞を受賞して注目され、各地から招聘されるようになった[1]。
- 2005年10月、淀川テクニックが催した「裏多摩川ピクニック」に参加し[3]、「若手お笑い芸人のコントを思わせる不思議なライブ」をおこなう[4]。
- 2006年、茨城県取手市の芸術祭に招かれ、オンドマルトノを用いたパフォーマンスをおこない「取手マルトノ音頭」を制作[1]。以降、「現代音頭作曲家」を自称して各地に滞在して制作にあたり、独自の盆踊りイベントを開催するようになる[2]。
- 2007年、撮影行為自体をパフォーマンス作品とした「一人合唱」で、デジタルアートフェスティバル東京に出演した[2]。
- 2009年、大分県別府市の芸術祭「別府現代芸術フェスティバル2009温泉混浴世界」に参加し、「別府最適音頭」を制作した[5][6][7]。また、9月から11月にかけて徳島県神山町に滞在し[2]、「神山スダチ音頭」を制作した[8]。
- 2010年、神奈川県横浜市に移り、「横浜市歌で盆踊り」の制作に取り組んだ[9]。
- 2011年、滋賀県大津市のびわ湖ホールのワークショップで振付家の北村成美と共同で「びわこ平和音頭」を制作した[10]。
- 2013年11月から12月にかけて、愛媛県松山市に滞在して「道後湯玉音頭」を制作した[11]。
- 2014年には、五味文子、幸田千依、水川千春とともに芸術集団「風林火山商店街」として、山梨県甲府市の「こうふのまちの芸術祭2014」において、民謡「縁故節」の新作を制作した[12][13]。また、大分県国東市で「くにさき時の音頭」を制作した[1]。
- 2016年8月31日、福岡市美術館が改修のために一時休館に入る際の休館イベントにおいて、「福岡市美術館音頭2016」を披露した[14][15]。この他にも、福島市や、大韓民国の安養市などで「現代音頭」の制作を重ねている[1]。